# 박통사
박통사(朴通事)는 고려 말부터 조선 시대에 걸쳐 《노걸대》와 더불어 대표적인 외국어 학습서로 꼽혔던 책이다.

## 설명
《박통사》의 '통사'는 역관을 가리키며, '박통사'란 즉 '박씨 성을 가진 역관'이라는 뜻이지만 확실하지는 않다. 일설에는 '중국통'을 의미하는 '노걸대'는 중국인 역관에 대한 경칭이며, '박통사'는 고려인 통역을 가리키는 것이라고 한다.
모두 106절로 나뉘었고 일관된 스토리가 없이 1회 완결의 형식을 지니고 있다. 《노걸대》와 마찬가지로 중국어 발음과 우리말을 병기하였는데, 《노걸대》가 상인의 무역 활동을 주로 한 '비즈니스 회화'에 가까운 것에 비해 《박통사》에서는 일상생활에 관한 내용이 대부분을 차지한다는 점이 《노걸대》와의 차이점으로 꼽히며, 그 내용은 《노걸대》보다 훨씬 고급 단계의 것을 다루고 있다. 《노걸대》와 함께 고려 말에 편집된 것으로 추정된다. 중국어와 한국어의 생생한 모습뿐 아니라 당대의 풍속 및 문물 제도까지도 접할 수 있는 자료다.
16세기 초에 최세진이 《박통사》를 번역하여 《번역박통사》를 펴냈는데, 상ㆍ중ㆍ하로 이루어져 있었던 이 책은 현재 상권만이 전하고 있다. 간행년도가 분명하지 않으나 《사성통해》에 《번역노걸대ㆍ박통사범례》가 실려 있는 점으로 미루어 중종(中宗) 12년(1517년) 이전의 일로 추정된다. 현재 대한민국 국회도서관에 소장되어 있으며, 1959년 경북대학교 대학원 국어국문학과 연구실에서 영인본을 간행하였다.
언해본도 이미 존재했던 것 같지만 이 초간본은 병란으로 소실되고, 후에 《노걸대》와 《박통사》의 요점을 추려서 주석을 붙여 해석한 《노박집람(老朴輯覽)》을 참고해, 숙종 3년(1677년) 권대운(權大運)ㆍ박세화(朴世華) 등이 다시 고증하여 《박통사언해》를 간행했다. 후에 다시 내용을 수정한 《박통사신석(朴通事新釋)》을 만들고 그것을 언해하였는데(《통문관지通文館志》 권8에는 '신석박통사' 및 '신석박통사언해'라 기록되어 있다.) 본문 글자마다 한글로 붙인 중국의 정음(正音)과 속음(俗音)의 두 종류 발음표기와, 구절마다 언해문을 붙인 체재로 되어 있다. 기왕의 언해본에 비하면 상대적으로 직역체이며, 원문과 언해문 사이에 권표(圈標), 구 사이에 'ㄴ'표가 표시되어 있다.
또한 《박통사》는 지금은 전해지지 않는 가장 오래된 서유기인 《서유기평화(西流記平話)》(원 말기)의 내용이 부분적으로 소개되고 있는 것으로 유명하다. 극중 드문드문 등장하는 대화 내용을 통해, '황풍괴'나 '홍해아', '화염산', '여인국' 등 《서유기》의 주요 에피소드가 당시의 고려 사람들에게도 잘 알려져 있었음을 확인할 수 있다.(이는 일본보다 훨씬 앞선 것이다.) 또한 《서유기》의 가장 유명한 등장인물인 저팔계(猪八戒)를 주팔계(朱八戒)로 표기한 점도 눈에 띄는데, 우리가 알고 있는 저팔계라는 이름은 원래 명의 태조 홍무제의 성이 주(朱)씨인 관계로 명대에 음이 비슷한 저(猪)로 고쳐 쓴 것으로 여겨진다. 《노걸대》와 마찬가지로 중세 한국어 연구에 중요한 자료로 꼽힌다.

## 참고 자료
- 신병주,「규장각에서 찾은 조선의 명품들」2007, 책과함께

## 같이 보기
- 노걸대
- 사역원